# Певереи-Неђи (Империја)
Певереи-Неђи је насеље у Италији у округу Империја, региону Лигурија.
Према процени из 2011. у насељу је живело 27 становника. Насеље се налази на надморској висини од 623 м.